# Vincino
Vincino, pseudonimo di Vincenzo Gallo (Palermo, 30 maggio 1946 – Roma, 21 agosto 2018), è stato un vignettista e giornalista italiano.

## Biografia
Vincino nasce nel 1946 a Palermo da Teresa Savona e Luigi Gallo.
Nel 1968 si avvicina ai movimenti studenteschi e operai militando in Lotta Continua a Palermo. Nel 1969 incomincia a collaborare con il quotidiano L'Ora di Palermo, seguendo da disegnatore il processo sulla strage di viale Lazio. Viene chiamato a Roma nel 1972 a lavorare nel giornale di Lotta Continua, dove resta fino al 1978. Nel 1972 si laurea in architettura e per l'esame di ammissione all'albo professionale redige il progetto di un centro sociale per ventimila persone, ricalcato sulla pianta del carcere dell'Ucciardone di Palermo. Nel 1978 fonda e dirige L'avventurista (inserto satirico del giornale Lotta Continua) e partecipa alla nascita della rivista Il Male, di cui sarà direttore per quattro anni (dei cinque in cui venne pubblicata), fino alla chiusura, nel 1982. Nel 1976 sposa Giovanna Caronia, dalla quale ha avuto due figlie, Costanza e Caterina.
Tra il 1984 e il 1985 è stato direttore di Ottovolante, quotidiano di satira uscito per dieci giorni, cui hanno collaborato diversi importanti vignettisti: Roland Topor, Andrea Pazienza, Guido Buzzelli, Bernard Willem Holtrop, Jean-Marc Reiser, Jacopo Fo. Nel 1985 incomincia a collaborare a Telelora con un ciclo televisivo chiamato Patate, otto trasmissioni di satira politica. Nel 1985 incomincia anche l'avventura de Il Clandestino, supplemento de l'Espresso, ma Vincino collabora contemporaneamente con Tango, supplemento de l'Unità, e con Linus.
Nel 1987 Vincino è direttore di Zut. A causa di un servizio sull'amante di Scalfari perde il lavoro e viene licenziato. Sempre nel 1987 incomincia la sua lunga e proficua collaborazione con il Corriere della Sera. Nel 1988 esce Cuore e Vincino ne diventa una delle colonne portanti, fino alla chiusura. Nel frattempo collabora con il Sabato, acquistando così la nomea di "vignettista dai facili costumi", espressione che in seguito farà sua. Nel 1995 comincia a lavorare a Il Foglio. Nel 1987 fa risorgere Il Clandestino con Vauro, Riccardo Mannelli e Sergio Saviane. Nel 1988 collabora con Boxer di Vauro, supplemento de Il manifesto, di cui dirige un numero.
Inoltre fonda e dirige la rivista Xl. Partecipa poi alle esperienze di altre piccole pubblicazioni minori del settore: Quaderno del Sale, Bauhaus, Avaj, L'eco della carogna, Emme e molte altre. Nel 1987 nasce sua figlia Costanza e nel 1990 la seconda figlia Caterina. Nell'ottobre del 2011, insieme con Vauro Senesi, rifonda la storica rivista di satira Il Male, con il nome di Il Male di Vauro e Vincino, che ha chiuso le pubblicazioni nel 2013. Successivamente collabora, tra gli altri, con il settimanale Vanity Fair e con l'emittente radiofonica nazionale Radio Radicale. Nel 2018 pubblica il libro Mi chiamavano Togliatti. Autobiografia disegnata a dispense - Tomo I (abbiate fede). Muore a Roma il 21 agosto 2018.

## Riconoscimenti
- 2003 - Premio Letterario città di Palmi
- 2018 - Premio Satira Forte dei Marmi